# تيد بيليتشكو
تيد بوهدان بيليتشكو (بالإنجليزية: Ted Belytschko)‏ (وُلد في 13 يناير عام 1943 وتُوفي في 15 سبتمبر عام 2014)، وكان مهندسًا ميكانيكيًا أمريكيًا وكان الأستاذ والتر بي. ميرفي وماكورميك أستاذا الميكانيكا الحاسوبية في جامعة نورث وسترن. وكان يعمل في مجال الميكانيكا الصلبة الحاسوبية وكان معروفًا بتطوير طرق مثل طريقة غاليركن الخالية من العناصر وطريقة العناصر المنتهية المُطورة.
حصل تيد علي البكالوريوس في العلوم الهندسية (1965) وعلي درجة الدكتوراة في علم الميكانيكا (1968) من معهد إلينوي للتكنولوجيا. وقد تم تسميته في قاعدة بيانات المعهد باعتباره رابع باحث هندسي يتم الاقتباس من أبحاثه حتي يناير 2004. كما كان رئيس تحرير المجلة الدولية للطرق العددية في الهندسة. توفي عن عمر يناهز 71 عامًا في 15 سبتمبر 2014.

## جوائزه ومناصبه
- وسام ويليام براجير (2011)
- عضو في الأكاديمية الوطنية للعلوم (2011)[5]
- عضو في الأكاديمية الوطنية للهندسة (1992)[6]
- وسام جون فون نيومان من رابطة الولايات المتحدة للميكانيكا الحاسوبية (2001) [7]
- وسام تيموشنكو من الجمعية الأمريكية للمهندسين الميكانيكيين (2001)[8]
- عضو في الأكاديمية الأمريكية للفنون والعلوم (2002)[9]
- وسام جاوس نيوتن من الجمعية الدولية للميكانيكا الحاسوبية (2002)[10]
- وسام فون كارمان (1999)

## روابط خارجية
- موقع تيد بيليتشكو
- تيد بيليتشكو منشورات مفهرسة من قبل جوجل سكولار